# Discounter

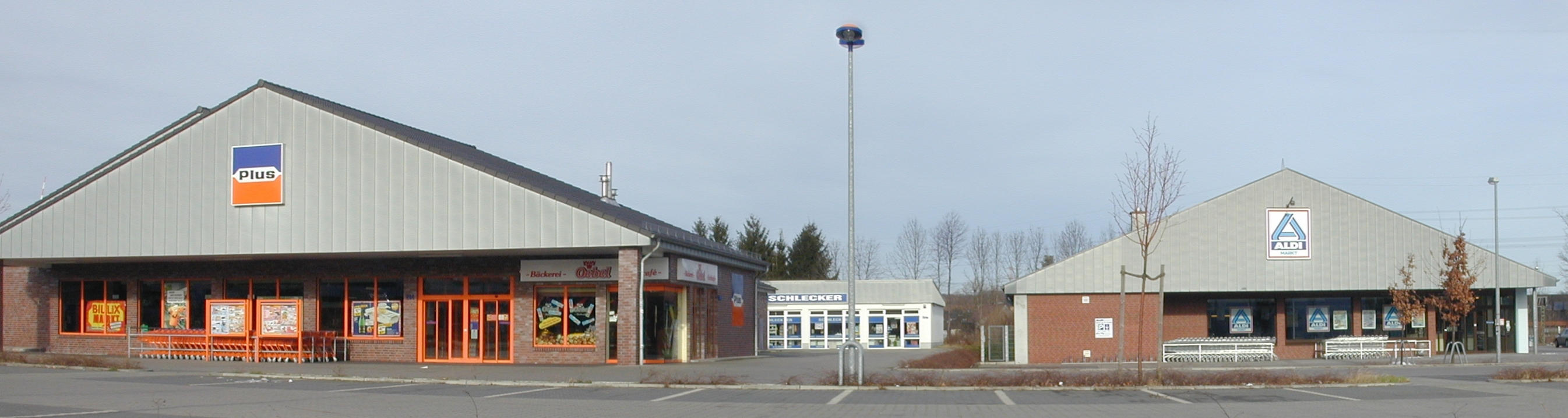
Discounterzentrum in Dortmund mit einer Plus-, einer Schlecker- und einer Aldi-Nord-Filiale

Als Discounter (von englisch discount ‚Preisnachlass‘, ‚Rabatt‘; in Österreich auch Diskonter) bezeichnet man Unternehmen des Einzelhandels, die sich im Rahmen einer Niedrigpreisstrategie durch günstige Verkaufspreise, Selbstbedienung und reduziertes Warensortiment auszeichnen, während andere Supermärkte oft mehr Produktvielfalt und Einkaufserlebnis bieten.
Mit dem Anglizismus Discounter sollte zum Ausdruck gebracht werden, dass gleichsam ein Rabatt – insbesondere unter Umgehung der in der Bundesrepublik Deutschland bis 1974 üblichen Preisbindung auf Markenartikel – in den Verkaufspreis eingerechnet wird, statt ihn – wie früher üblich – nur Stammkunden oder über Rabattmarken zu gewähren. 
Im Verlaufe des „Siegeszugs von Selbstbedienung und Discounting“ beruhte die erfolgreiche Niedrigpreispolitik der Discounter, vor allem im Lebensmitteleinzelhandel, jedoch immer mehr auf Eigenmarken und auf dem Finanzierungsvorteil, der aus einem über 52-maligen Lagerumschlag (Lagerumschlagshäufigkeit) des gesamten Sortiments pro Jahr resultiert. Bei den Energieversorgungsunternehmen hat sich der Name Energiediscounter für vergleichsweise günstige Anbieter etabliert, ebenso gibt es so genannte Mobilfunkdiscounter.

## Merkmale

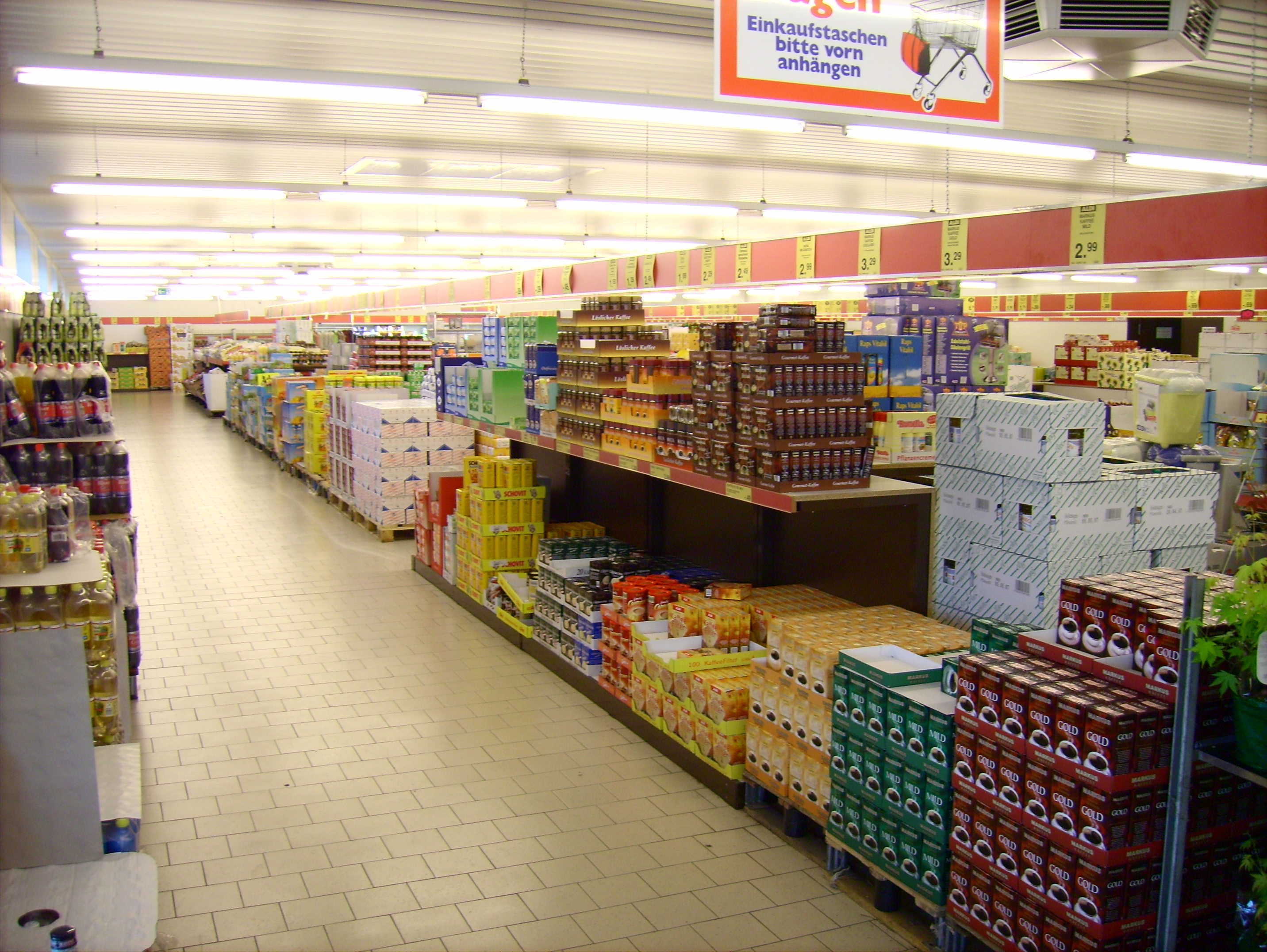
Einfache Warenpräsentation in einem unmodernisierten ALDI Nord-Markt, 2006

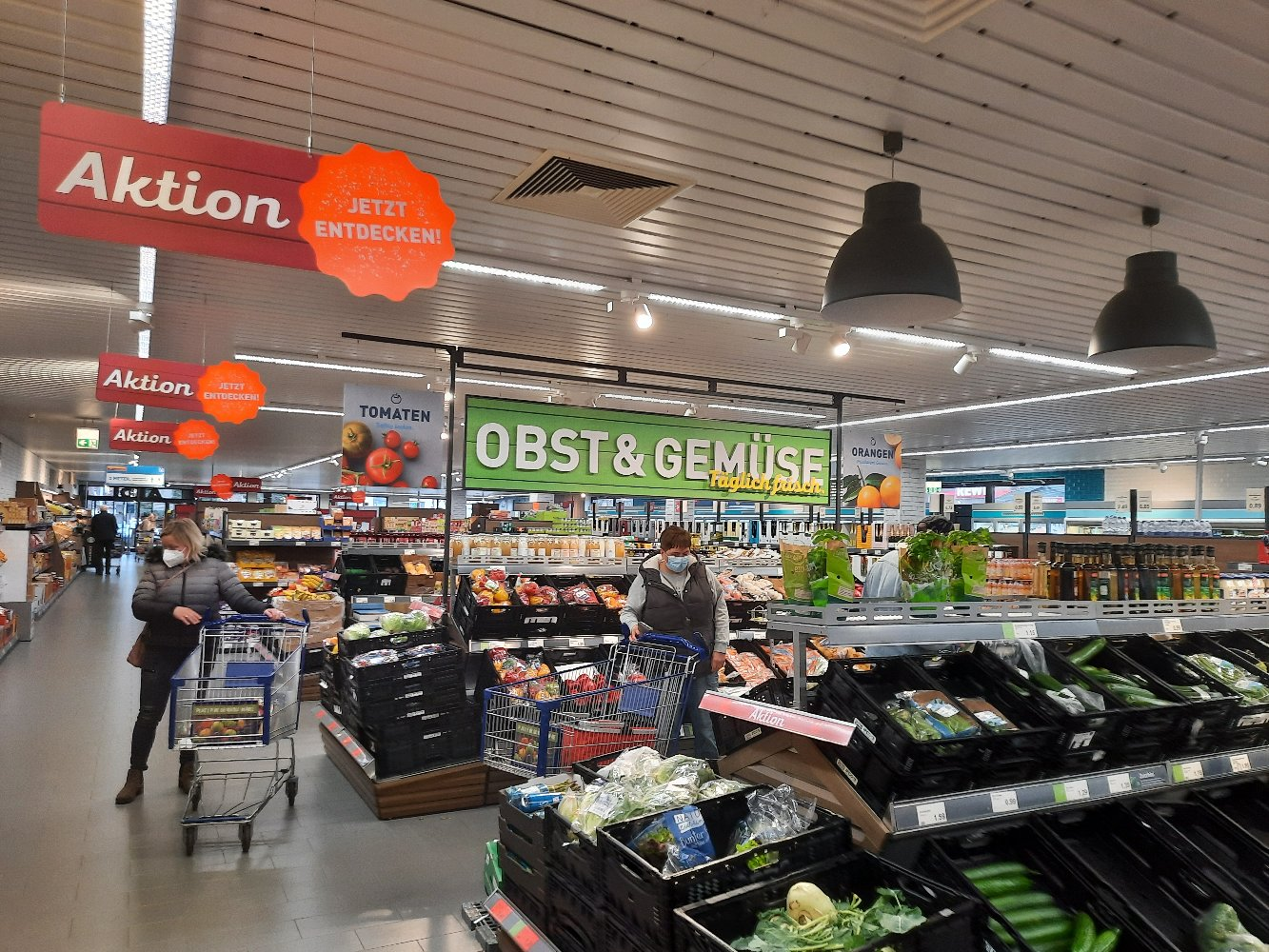
Modernisierter ALDI Nord-Markt, 2021

Im Gegensatz zum traditionellen Einzelhandel beschränken sich Discounter auf Schnelldreher und erheblich weniger Alternativprodukte innerhalb einer Warengruppe. So sinken die Kosten der Lagerhaltung und der Sortimentspflege. Zudem entfallen Rohertragseinbußen durch schlecht verkäufliche Artikel.
Unterschieden wird zwischen einem normalen Discounter und einem Harddiscounter. Letzterer Geschäftstyp zeichnet sich durch besonders starke Einschränkungen bezüglich Warensortiment (weniger als 1.500 Produkte im Sortiment) und Verkaufsfläche (max. 1.000 m²) aus. Discountmärkte, insbesondere die Harddiscounter, verzichteten in der Vergangenheit weitgehend auf Herstellermarken zugunsten von eigenen Handelsmarken. Um neue Käuferkreise zu erschließen, nehmen jedoch auch die Harddiscounter mehr und mehr Herstellermarken („Markenartikel“) in das Sortiment auf. Sie zielen damit auf preissensible aber doch „markenbewusste“ Kunden. Ähnliches zeigt sich bei der Gestaltung der Verkaufsflächen, wo lange Zeit im Bereich der Harddiscounter eine rein pragmatische Warenpräsentation in Kartons und auf Europaletten dominierte, mittlerweile findet sich auch dort eine aufwändigere Gestaltung der Verkaufsräume.

## Jüngere Entwicklung
Im Gefolge der rasanten Discount-Entwicklung im Lebensmitteleinzelhandel, die dort auch eine Ausweitung sowohl des Sortiments als auch der Verkaufsflächen gestattete, wurde die Discount-Idee auch in anderen Branchen aufgegriffen (z. B. Möbel-Discount, Foto-Discount, Schuh-Discount), wobei ihre Abgrenzung von der eigenständigen Betriebsform des Fachmarkts durch die hier geleistete persönliche Beratung bestimmt wird.
Wie andere stationäre Einzelhändler, nutzen inzwischen auch die meisten Lebensmittel-Discounter das Internet, um Artikel zu präsentieren und darüber zu informieren. Vor allem Elektroartikel, Kleinmöbel, Kinderkleidung und Spielsachen (Non-Food-Artikel) können in den Online-Shops sehr gut abgesetzt werden. Nur wenige bieten auch Lebensmittel online zum Kauf an.
Um mit dem wachsenden Druck der Supermärkte mitzuhalten, passten verschiedene Discounter, allen voran Aldi und Lidl, Sortimente und Erscheinungsbilder der Märkte an. So nahm Aldi mehr Markenartikel ins Sortiment auf, beide genannten Discounter erneuerten Filialen und glichen das Erscheinungsbild an Supermärkte an.

## Discounter international

### Deutschland

#### Discounter

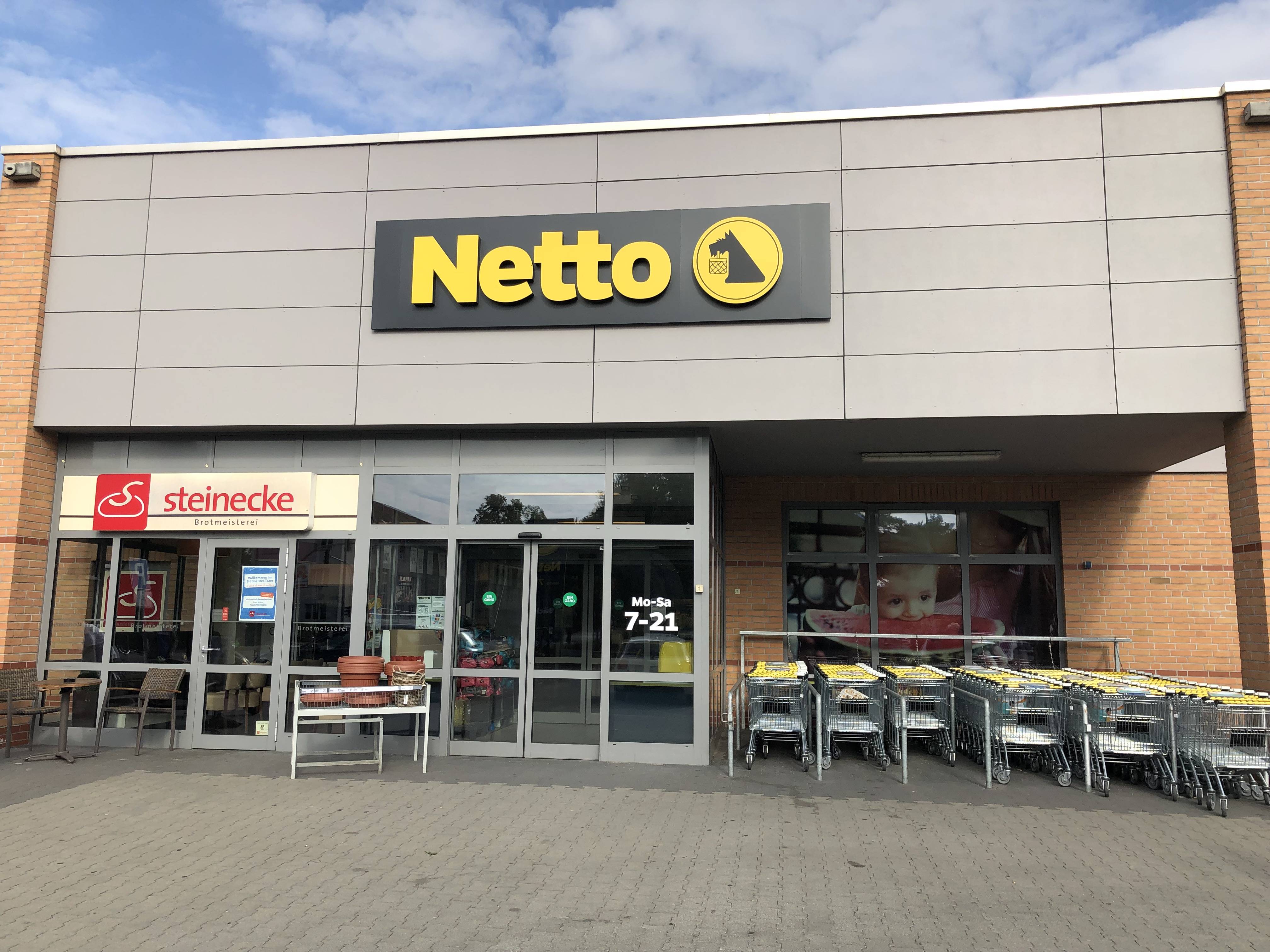
Netto-Filiale in Hennigsdorf

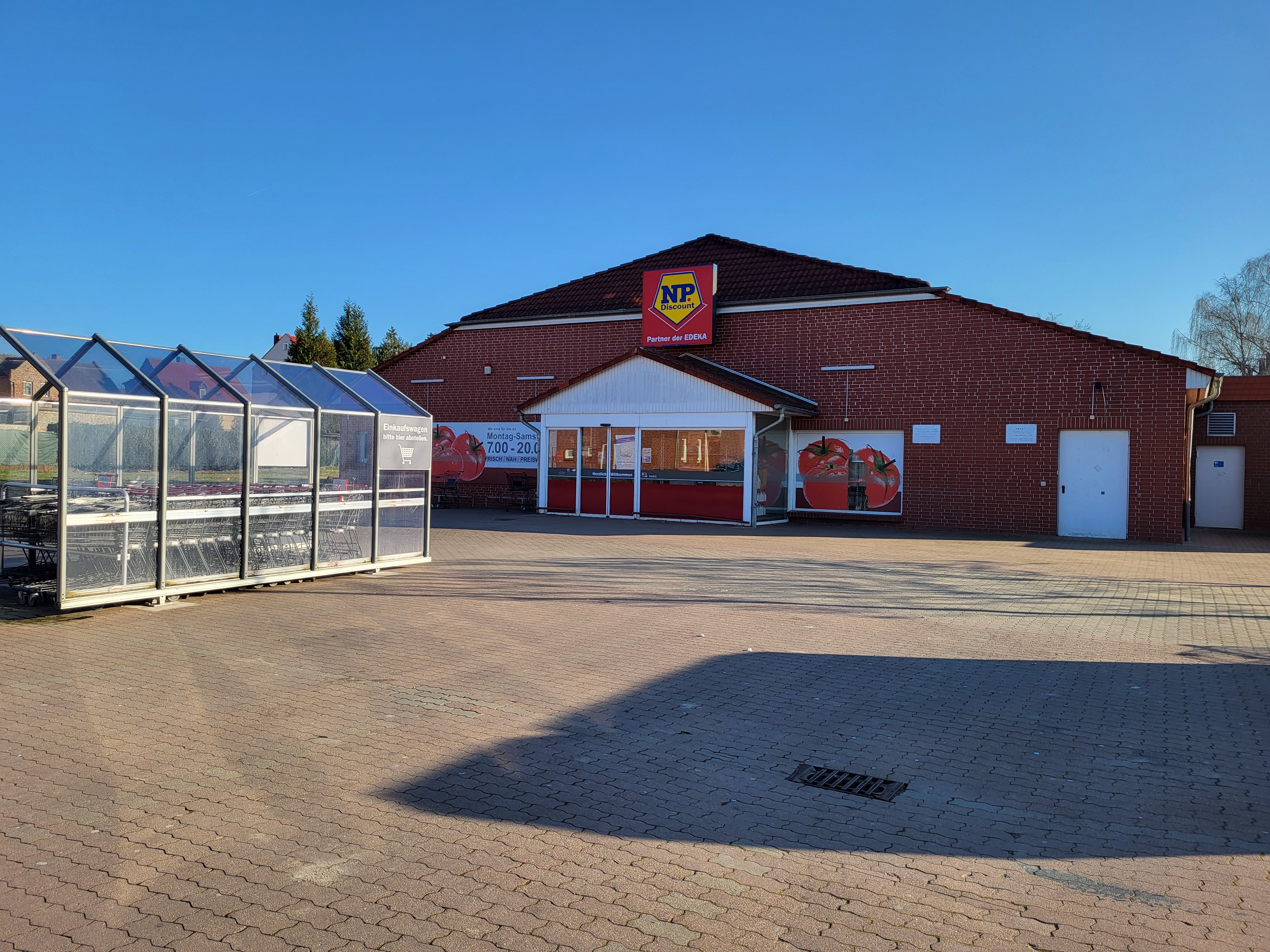
NP-Markt in Löderburg

In Deutschland tätige Discounter sind Aldi (unterteilt in Aldi Süd und Aldi Nord), KiK (zu Tengelmann gehörend), Lidl (Schwarz-Gruppe), Netto Marken-Discount (Edeka), Netto Supermarkt (Salling Group), NKD, Norma, NP-Markt (Edeka), Penny (Rewe Group), Takko und TEDi sowie KODi.
Der nach Umsatz größte Discounter in Deutschland war 2007 Aldi mit etwa 27 Milliarden Euro und 4.200 Filialen. Die 2.900 zur Schwarz-Gruppe gehörenden Lidl-Märkte setzten circa 13,3 Milliarden Euro um. Die Plus Warenhandelsgesellschaft erwirtschaftete einen Umsatz von 6,7 Milliarden Euro in 2.900 Filialen; Netto Marken-Discount 3,7 Milliarden Euro in 1.200 Filialen. Beide Unternehmen gaben Ende 2007 bekannt, zukünftig zusammen aufzutreten. Durch die darauf folgende Fusion wurde der drittgrößte Discounter gebildet. Der zur Rewe Group gehörende Discounter Penny erwirtschaftete 2008 einen Umsatz von 9,5 Milliarden Euro in etwa 3.200 Filialen. Norma mit seinen 1.200 Filialen setzte etwa 3,1 Milliarden Euro um.

#### Entwicklung

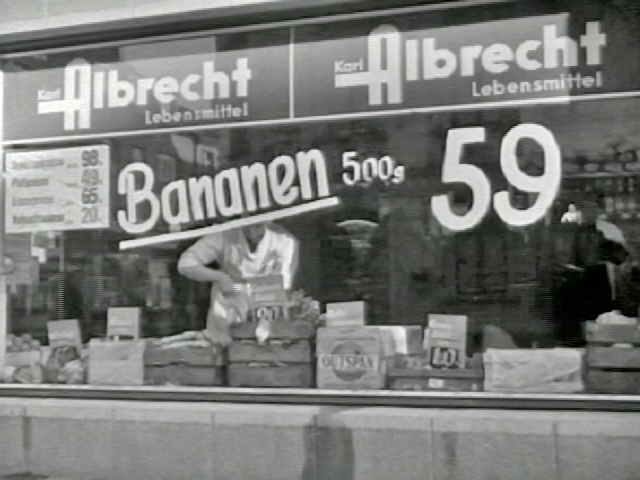
Eine Filiale von Karl Albrecht Lebensmittel, später ALDI, im Jahr 1958 in Essen

Als Vorboten des Discounthandels sind die Ende der 1950er-Jahre in der Bundesrepublik Deutschland wiederauflebenden Erscheinungsformen des Beziehungs-, Betriebs- und Belegschaftshandels anzusehen. Diesmal entstanden solche Schattenformen des (Lebensmittel-)Einzelhandels nicht aus einer Warenknappheit heraus, sondern um die damalige rigide Preisbindung für fast alle Markenwaren zu unterlaufen. Als „Preisbrecher“ auftretende Existenzen, die solche (zum Teil gesetzeswidrige) Geschäfte betrieben, siedelten ihre kleinen Betriebe nicht selten in Hinterhöfen und Garagen an. Ihre Bedeutung war anfänglich gering. Jedoch war die erste Discountwelle „ein Symptom für ein sich abzeichnendes höheres Preisbewusstsein“.
Die ersten nachhaltigen Erfolge mit dem Discount-Prinzip erzielten Großhändler wie Hugo Mann (Wertkauf), Gerhard Ackermans (Allkauf) oder Erivan Haub (Plus), vor allem die Firma Terfloth & Snoek, die 1957 in Bochum mit ihrem Ratio-Großmarkt dem neuen Geschäftsprinzip des Abholgroßmarkt-Handels (Selbstbedienung, Barzahlung, Selbstabholung) zum Durchbruch verhalf.
Das Jahr 1962 war ein Meilenstein für die bald folgende rasante Discount-Entwicklung im deutschen Einzelhandel. In diesem Jahr stellten die Brüder Karl und Theo Albrecht die erste Filiale des ererbten Essener Lebensmittelfilialunternehmens nach den strengen Regeln des Discountprinzips um. Diesem Konzept ihres ersten Aldi-Ladens – nur etwa 300 Artikel im Sortiment, bescheidene Ladenausstattung, Verkauf von der Palette oder aus Kartons, Dauerniedrigpreise – sollten bald noch viele weitere folgen; auch von Mitbewerbern. Auch wurde im November 1962 unter fachlicher Betreuung durch die Rewe-Genossenschaft eine eigene Einkaufsgenossenschaft für die von Industrie und Wirtschaftspolitik argwöhnisch betrachteten kleinen „Discounthäuser“ gegründet, die Für sie Handelsgenossenschaft eG – „eine Verbindung, die in Deutschland bis dahin noch ohne Vorbild war: die Verbindung der altbewährten Genossenschaftsidee mit der jugendfrischen, beinahe ungestümen Idee des Discounthandels.“ Versuche mit einem Discount-Warenhaus WDW im Jahre 1966 verliefen weniger erfolgreich, aber der Weg für neue Discount-Typen war bereitet, wie ihn bald die großräumigen, auf einer Geschäftsebene tätigen „Verbrauchermärkte“ beschritten, die heutigen SB-Warenhäuser.
Der Anteil der Discounter in Deutschland am Lebensmitteleinzelhandel ist bis 2010 gewachsen. Im Jahre 2022 betrug er 36,9 % am gesamten Lebensmitteleinzelhandel.

### Frankreich
Lidl, Leader Price, Aldi Nord, Netto, Norma

### Italien
DPiù Discount, EuroSpin, MD Supermercati, Lidl, Aldi Süd, Todis, Super Conveniente (Gruppo Arena), Ekom, Penny

### Österreich
Hofer (gehört zu Aldi Süd), KiK-Textil-Diskont, Lidl, NKD-Vertriebs-GmbH, Norma, Penny (gehört seit 1989 vollständig zur Rewe Group), Primark, Takko, TEDi

### Russland
Kopeika, Magnit, Pjatjorotschka

### Schweiz
Denner, Aldi Suisse, Lidl Schweiz
Migros startete am 25. August 1925 mit fünf Ford-T-Verkaufswagen in Zürich. Minimale Infrastruktur, kleinstes Sortiment (6 Artikel), keine Rabattmarken, hoher Produktumschlag, sowie Ausschaltung des Zwischenhandels ermöglichten Migros sehr niedrige Preise. Heute zählt Migros zu den Supermärkten.

### Polen
Biedronka, Lidl, Netto (Handelskette), Globi (2008 umgeflaggt auf Carrefour Express), Aldi Nord

### USA
Aldi Süd, Lidl